# Karl Eglseer
Karl Eglsser (Bad Ischl, 5 luglio 1890 – Rettenegg, 23 giugno 1944) è stato un generale austriaco che prestò servizio nella Wehrmacht.

## Biografia
Karl Eglseer nacque a Bad Ischl, in Alta Austria, il 5 luglio 1890. Entrò nell'esercito austro-ungarico nell'agosto del 1908 come alfiere, prestando servizio nella prima guerra mondiale. Rimanendo nel Bundesheer anche dopo il 1918, venne trasferito nella Wehrmacht quando venne attuato l' Anschluss nel 1938.
Nell'ottobre del 1940 venne promosso al comando della 4ª divisione da montagna, prestando servizio nel gruppo di armate sud sul fronte orientale. Nell'ottobre del 1941 gli venne concessa la croce di cavaliere della Croce di Ferro per la direzione della sua divisione. Eglseer guidò quindi la 714ª divisione di fanteria in Jugoslavia dal febbraio del 1943 al dicembre di quello stesso anno, quando divenne comandante del XVIII corpo d'armata nel settore nord del fronte orientale.
Il 23 giugno 1944 l'aereo che trasportava Eglseer, assieme ai generali Dietl, von Wickede e Rossi, si schiantò in Stiria, regione dell'Austria. Morirono tutti sul colpo.